# Alsodux
Alsodux – gmina w Hiszpanii, w prowincji Almería, w Andaluzji, o powierzchni 20,1 km². W 2011 roku gmina liczyła 149 mieszkańców.